# Guerlesquin
Guerlesquin (bret. Gwerliskin) – miejscowość i gmina we Francji, w regionie Bretania, w departamencie Finistère.
Według danych na rok 1990 gminę zamieszkiwało 1627 osób, a gęstość zaludnienia wynosiła 75 osób/km² (wśród 1269 gmin Bretanii Guerlesquin plasuje się na 388. miejscu pod względem liczby ludności, natomiast pod względem powierzchni na miejscu 461.).